# Ferruccio Novo
Ferruccio Novo   (Torí, 22 de març de 1897 - Laigueglia, 8 d'abril de 1974) fou un futbolista italià de la dècada de 1920, entrenador i dirigent esportiu.
Destacà com a president (1939-1953) del Grande Torino de la dècada de 1940. De jove havia estat futbolista del mateix club, Torino FC. També fou el seleccionador italià a la Copa del Món de 1950.